# Paul Pietsch
 Paul Pietsch  va ser un pilot de curses automobilístiques alemany que va arribar a disputar curses de Fórmula 1.
Paul Pietsch va néixer el 20 de juny del 1911 a Friburg de Brisgòvia, Alemanya. A data de març del 2003, es va convertir en el pilot de Fórmula 1 viu més vell. Des del 2006 fins al 2021, va ser el pilot més longevo de la història de la Fórmula 1.

## A la F1
Va debutar a la setena cursa de la història de la Fórmula 1 disputada el 3 de setembre del 1950, el GP d'Itàlia, que formava part del campionat del món de la temporada 1950 de F1, de la que va disputar només aquesta cursa.
Paul Pietsch va participar en un total de tres curses puntuables pel campionat de la F1, repartides al llarg de tres temporades a la F1, les que corresponen als anys entre 1950 i 1952.

## Resultats a la F1
| Any  | Equip               | Xassís     | Motor      | 1   | 2   | 3   | 4   | 5   | 6       | 7       | 8   | Posició | Punts |
| ---- | ------------------- | ---------- | ---------- | --- | --- | --- | --- | --- | ------- | ------- | --- | ------- | ----- |
| 1950 | Paul Pietsch        | Maserati   | Maserati   | GBR | MON | 500 | SUI | FRA | BEL     | ITA Ret |     | -       | 0     |
| 1951 | Alfa Romeo          | Alfa Romeo | Alfa Romeo | SUI | 500 | BEL | FRA | GBR | ALE Ret | ITA     | ESP | -       | 0     |
| 1952 | Motor-Presse-Verlag | Veritas    | Veritas    | SUI | 500 | BEL | FRA | GBR | ALE Ret | HOL     | ITA | -       | 0     |

### Resum
| Curses | Victòries | Pòdiums | Poles | Voltes ràpides | Punts |
| ------ | --------- | ------- | ----- | -------------- | ----- |
| 3      | 0         | 0       | 0     | 0              | 0     |